# Johann Wilhelm Bausch

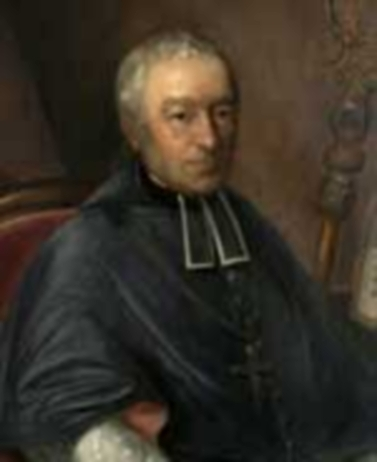
Johann Wilhelm Bausch, Bischof von Limburg

Johann Wilhelm Bausch (* 17. März 1774 in Steinbach (Hadamar); † 9. April 1840 in Limburg an der Lahn) war ein deutscher Geistlicher und von 1834 bis 1840 römisch-katholischer Bischof von Limburg.

## Leben
Bausch entstammte einfachen Verhältnissen und empfing am 15. April 1797 in Ehrenbreitstein die Priesterweihe für das Erzbistum Trier. Bausch war in der Folgezeit als Pfarradministrator in Siegen, als Professor am Gymnasium in Hadamar sowie als Pfarrer in Frickhofen und Hadamar tätig. Zunächst Vertreter aufklärerischer Positionen, machte er einen Wandel hin zum Ultramontanismus durch. Nach der Neuordnung der Diözesen wurde er in das neugegründete Bistum Limburg inkardiniert.
Nach dem Tod des ersten Limburger Bischofs Jakob Brand wurde er am 8. Januar 1834 zum Bischof gewählt und am 30. September desselben Jahres von Papst Gregor XVI. bestätigt. Die Bischofsweihe am 25. Januar 1835 in Limburg spendete ihm der Weihbischof in Trier, Wilhelm Arnold Günther.
Bausch sah sich wie sein Vorgänger in starker Abhängigkeit vom Herzog und von der Regierung von Nassau. Innerkirchlich konnte Bausch erfolgreicher als sein Vorgänger zwischen dem aufklärerischen und dem ultramontanen Flügel vermitteln. Mit seiner Amtszeit begann eine Ära der Restauration und der Zuwendung zur Tradition, die in vollem Maße jedoch erst unter seinem Nachfolger zur Geltung kam.
Bausch verstarb am 9. April 1840 in Limburg und wurde im Limburger Dom beigesetzt.